# Asplanchna priodonta
Asplanchna priodonta är en hjuldjursart som beskrevs av Gosse 1850. Asplanchna priodonta ingår i släktet Asplanchna och familjen Asplanchnidae. Arten är reproducerande i Sverige. Inga underarter finns listade i Catalogue of Life.